# Worms-Heppenheim
Pour les articles homonymes, voir Heppenheim (homonymie).
Heppenheim (jusqu'à 1969 Heppenheim an der Wiese; prononciation ˈhepnhaɪ̯m, patois  ˈheprʊm) est un quartier de Worms au Sud du Wonnegau . Le village est situé à quelque 9 km à l'Ouest du centre-ville, au Sud de Hesse rhénane sur l'Eisbach (Rhin) et est entouré des prés et des surfaces agricolement utilisées pour y cultiver des vignes, des betteraves et du blé. Les armoiries de Worms-Heppenheim montrent sur un bouclier gris deux Serpettes de vendange (en patois : Heppen) en argent avec des poignées rouges et en dessus une feuille de trèfle.

## Histoire
Le village est mentionné pour la 1re fois dans un document au 3 novembre 766. En 1141, il y avait pour la 1re fois une propriété à Heppenheim. En 1398, on entend: "Heppenheim yn dem Dorffe off der Wiesen" . Au mars 1460, à la suite d'une guerre entre l'archevêque de Mayence Diether von Isenburg et le Kurfürst Friedrich von der Pfalz il y avait un pillage et un incendie. En 1623, il y avait la peste et deux ans plus tard la famine. En 1792 le village est occupé par les troupes françaises à la suite de la Guerre de la coalition et plus que la moitié de la population de Heppenheim prend la fuite. Pendant l'occupation Heppenhein faisait partie du département du Mont-Tonnerre. En 1814, l'administration française se terminait dans cette région .
En 1967, un jumelage commençait avec la commune française Ampilly-le-Sec dans le département de la Côte-d'Or. Depuis la fusion au 7 juin 1969 , Heppenheim est le quartier le plus Ouest de la ville de Worms.

## Évolution démographique
Évolution de la population:
| date | habitants |
| ---- | --------- |
| 1925 | 1631      |
| 1933 | 1678      |
| 1939 | 1855      |
| 1968 | 2097      |
| 2015 | 2077      |

## Curiosités
Bâtiments religieuses
- cimetier juif
- St.-Laurentius-Kirche (catholique)
- Evangelische Kirche Heppenheim (protestante)

Pour les curiosités: Liste des monuments de Worms-Heppenheim (de)

## Transport en commun
Entre 1886 et 1968, Heppenheim avait une gare sur la ligne de Worms à Grünstadt , le bâtiment de l'ancienne gare existe encore.
Il y a cinq stations pour les trois lignes de bus :
- Linge 451 Grünstadt - Worms
- Ligne 404 worms - Worms-Heppenheim
- Ligne 414 Worms - Worms-Heppenheim

## Personnalités liées à la commune
- Astrid Bechtel (*1972), 44e "Reine allemande de vin", 1992/1993
- Anneliese Pauly (*1954), mariée Schäfer, habitant à Munich, écrit sous le nom Anne Neunecker des scénarios pour des séries télévisées et rangées de télévision.